# Hieronymus Cock

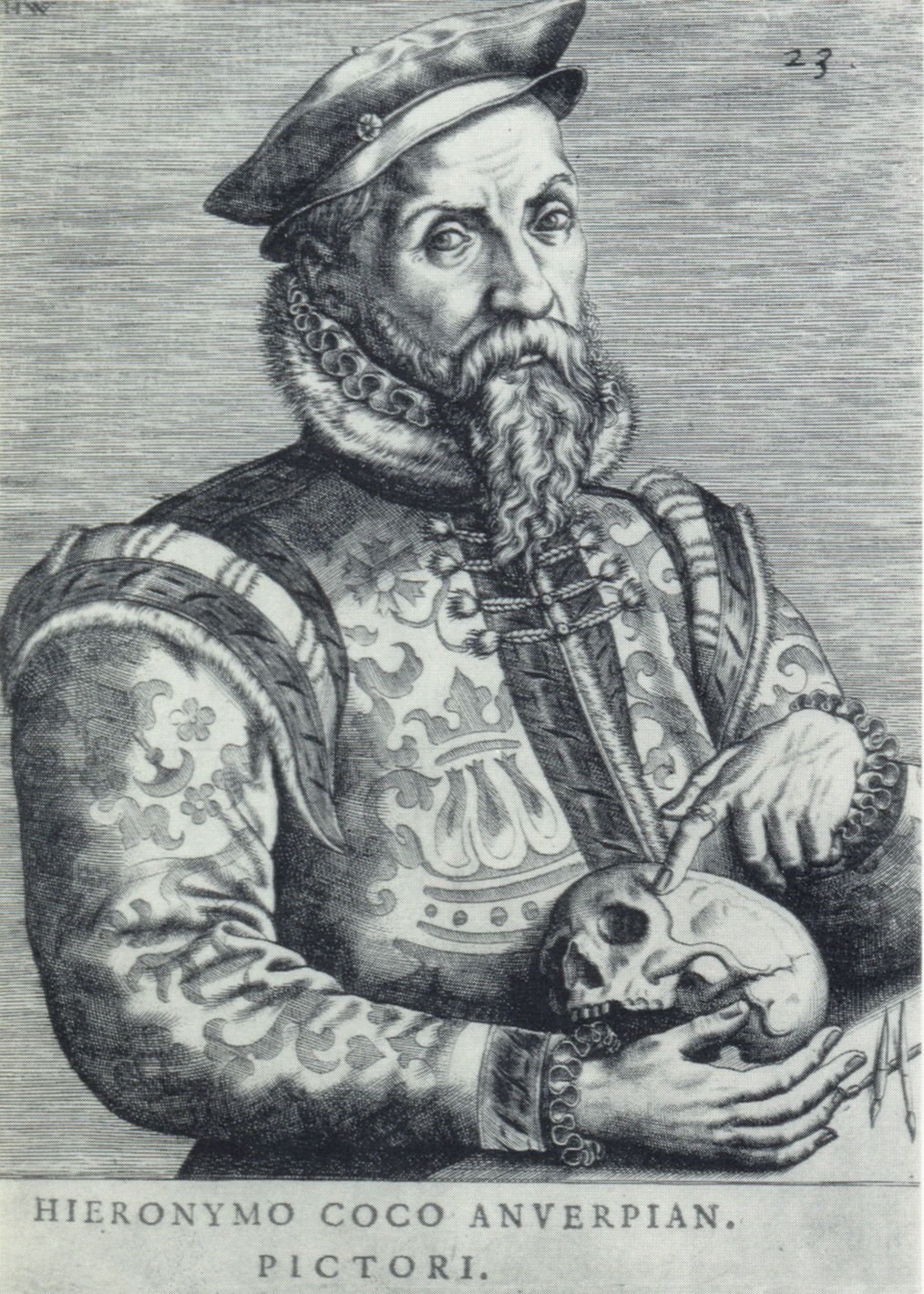
Jan Wierix, Hieronymus Cock pittore di Anversa, XVII secolo, Museum Boijmans Van Beuningen, Rotterdam

Hieronymus Cock, Ieronimo Cocca in italiano arcaico, (Anversa, 1510 – Anversa, 1570) è stato un pittore fiammingo, noto soprattutto come incisore, mercante d'arte ed editore.

## Biografia

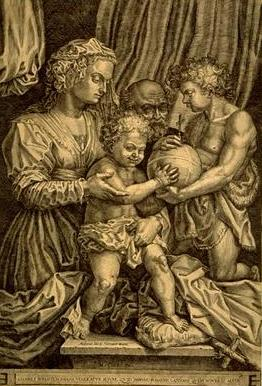
Sacra famiglia con san Giovanni Battista (dalla Sacra Famiglia Borgherini di Andrea del Sarto)

Nacque in una famiglia di pittori, attività esercitata sia dal padre Jan Wellens de Cock, sia dal fratello Matthys Cock (1505-1548).
Nel 1545 riuscì ad entrare nella Gilda dei pittori, mettendosi in evidenza con un San Cristoforo in paesaggio, accostabile allo stile di Bosch e di Joachim Patinir.
Ben presto, però abbandonò questo mestiere, e dopo un soggiorno biennale a Roma, al suo rientro in patria fondò la casa editrice Aux quatre vents ("La casa dei quattro venti") ed incominciò una serie di incisioni raffiguranti vari monumenti romani.
Nel 1549 si impegnò in lavori decorativi in occasione dell'ingresso in Anversa di Carlo V.
L'anno successivo seguì i promettenti allievi Pieter Bruegel il Vecchio e Cornelis Cort, ed in questo periodo sia la bottega sia la casa editrice di Cock raggiunsero una posizione di rilievo, al punto da ricevere i complimenti di Vasari.
Assieme al cartografo spagnolo Diego Gutiérrez, collaborò nel 1562 ad un'importante Mappa dell'America.
Il poeta Dominicus Lampsonius invece contribuì con Cock alla realizzazione della Galleria di ritratti di pittori dei Paesi Bassi e di Germania, che uscì postuma nel 1572.
Importanti furono le acqueforti raffiguranti paesaggi e rovine romane.
Il lavoro di Cock fu significativo per la diffusione e la conoscenza delle opere fondamentali dei grandi artisti del Paesi Bassi, oltreché per la divulgazione di opere ispirate a motivi stranieri, italiani, raffaelliani e di tutta l'Europa.
Vlcxken Diercx proseguì l'attività editrice di Cock fino al 1601.

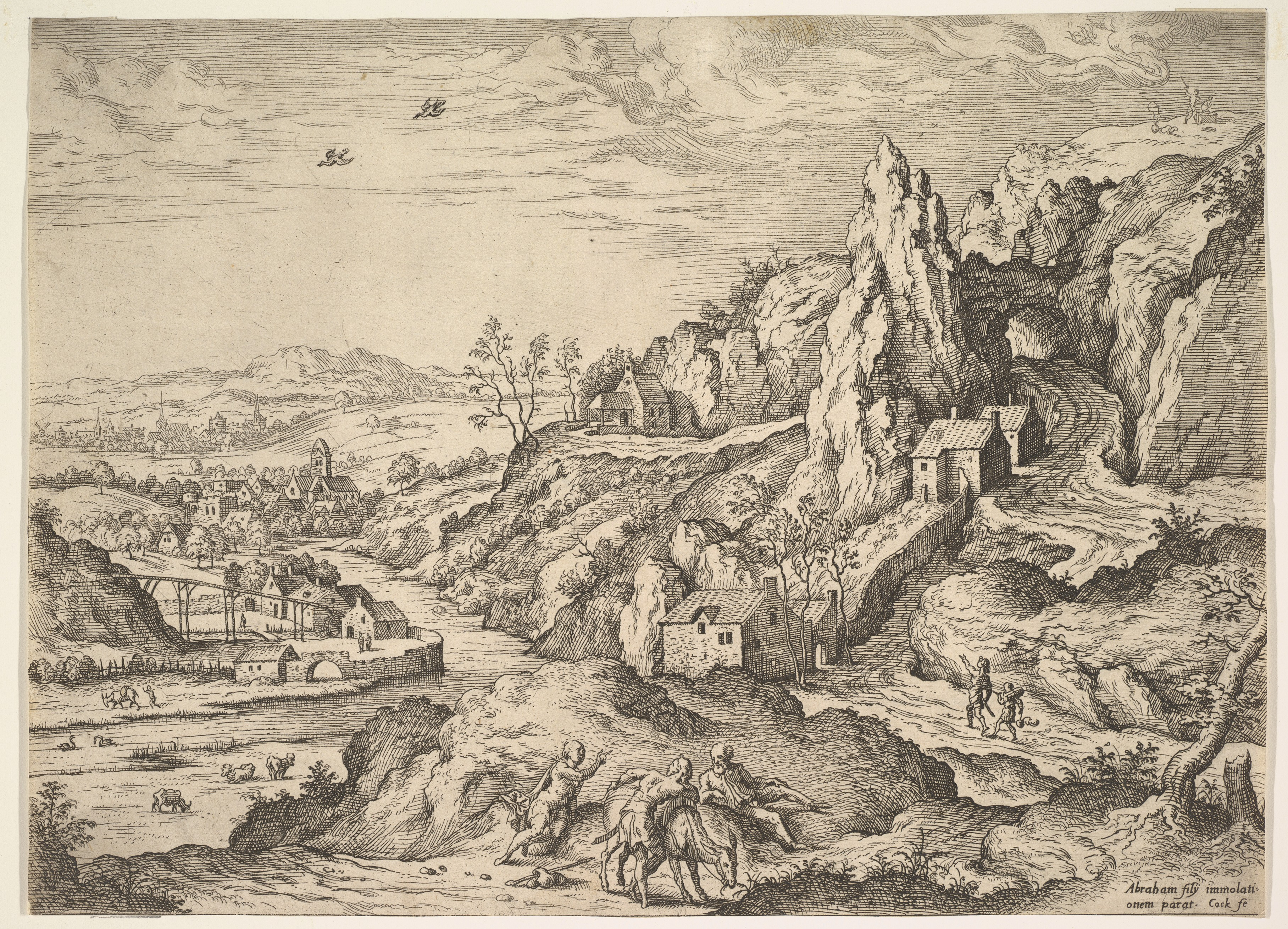
Abramo e Isacco sulla via del sacrificio, 1558, Metropolitan Museum of Art, New York
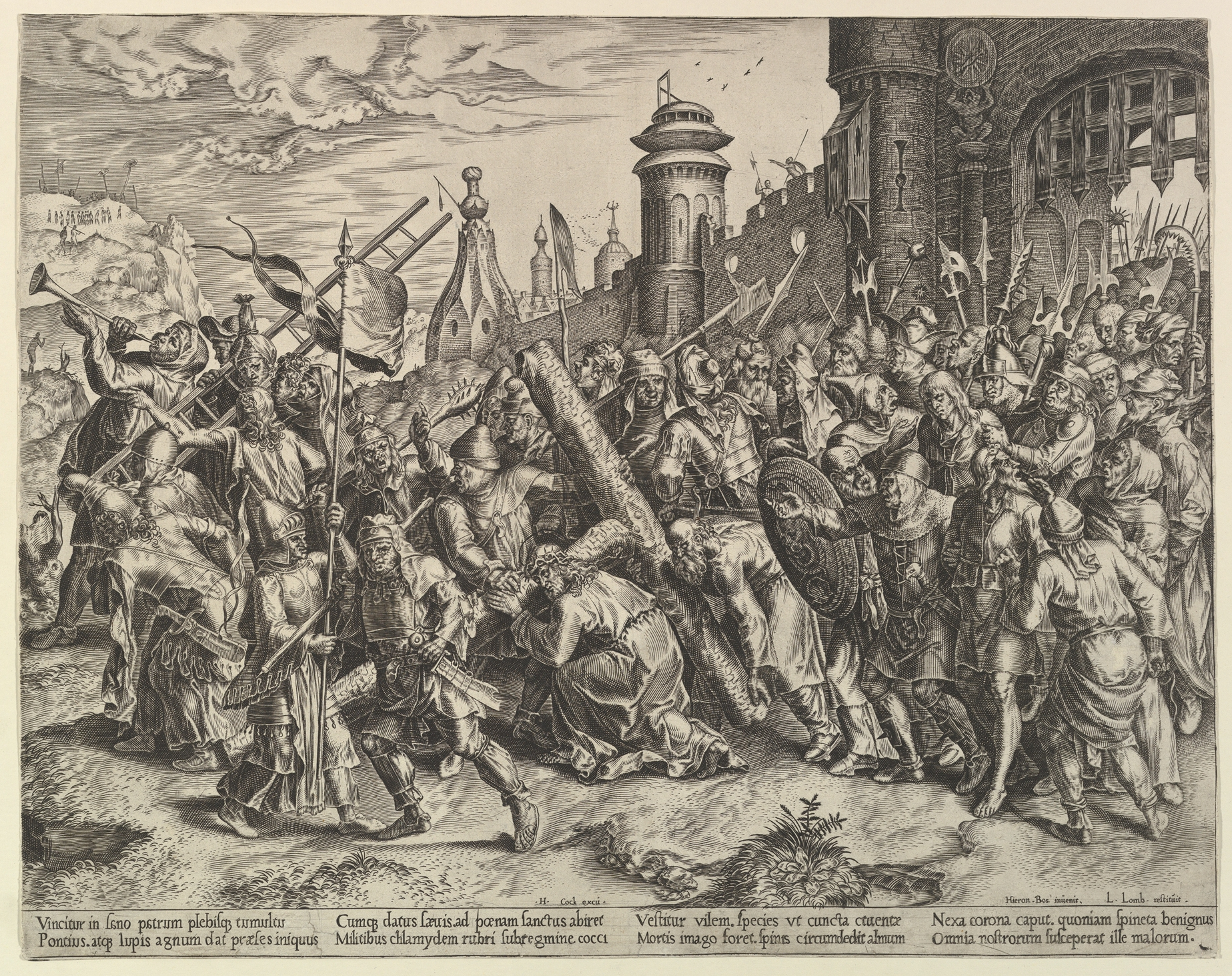
Cristo sulla via del Calvario, 1560, Metropolitan Museum of Art, New York
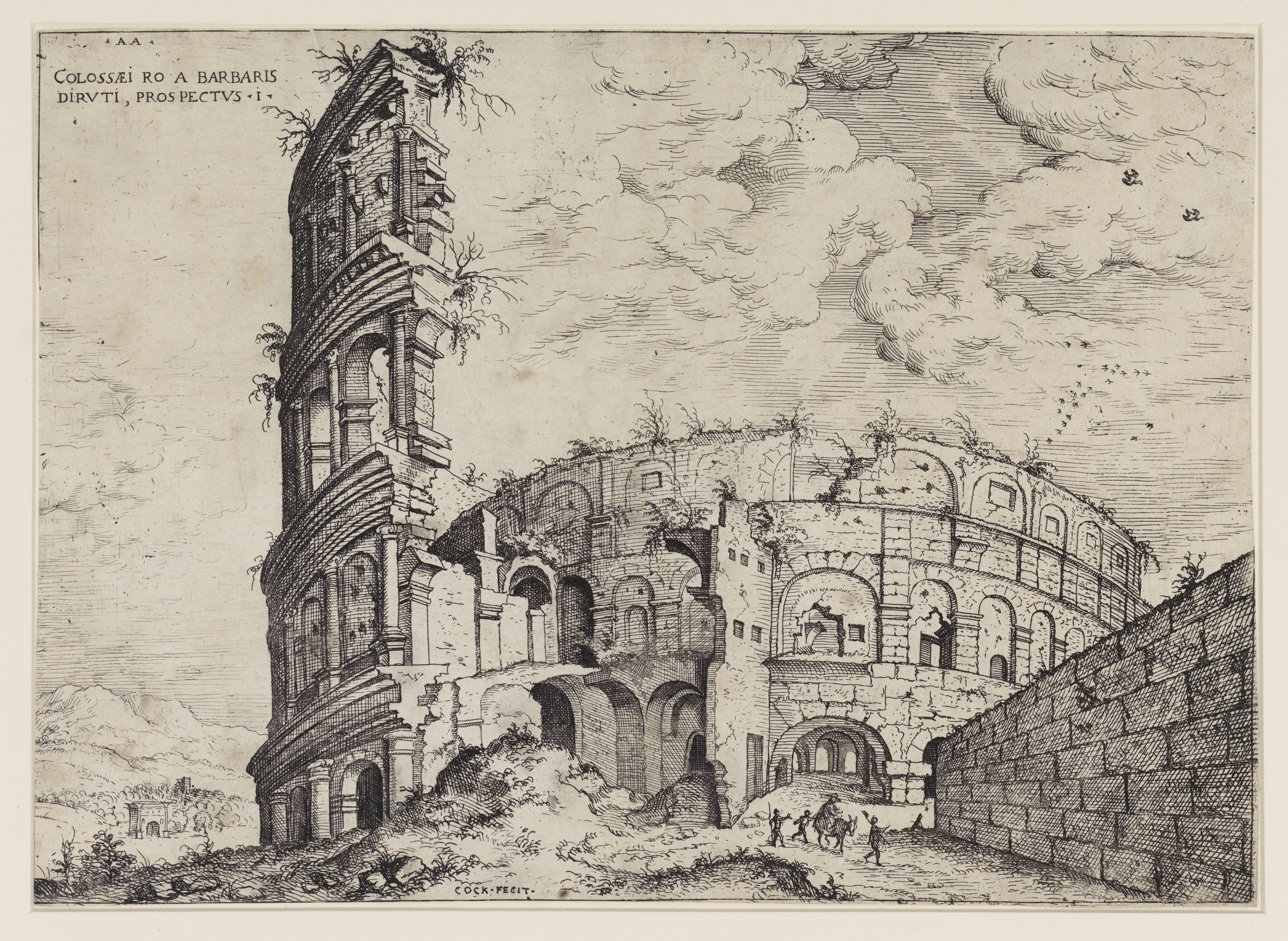
Veduta del Colosseo, 1551, Museum Boijmans Van Beuningen, Rotterdam
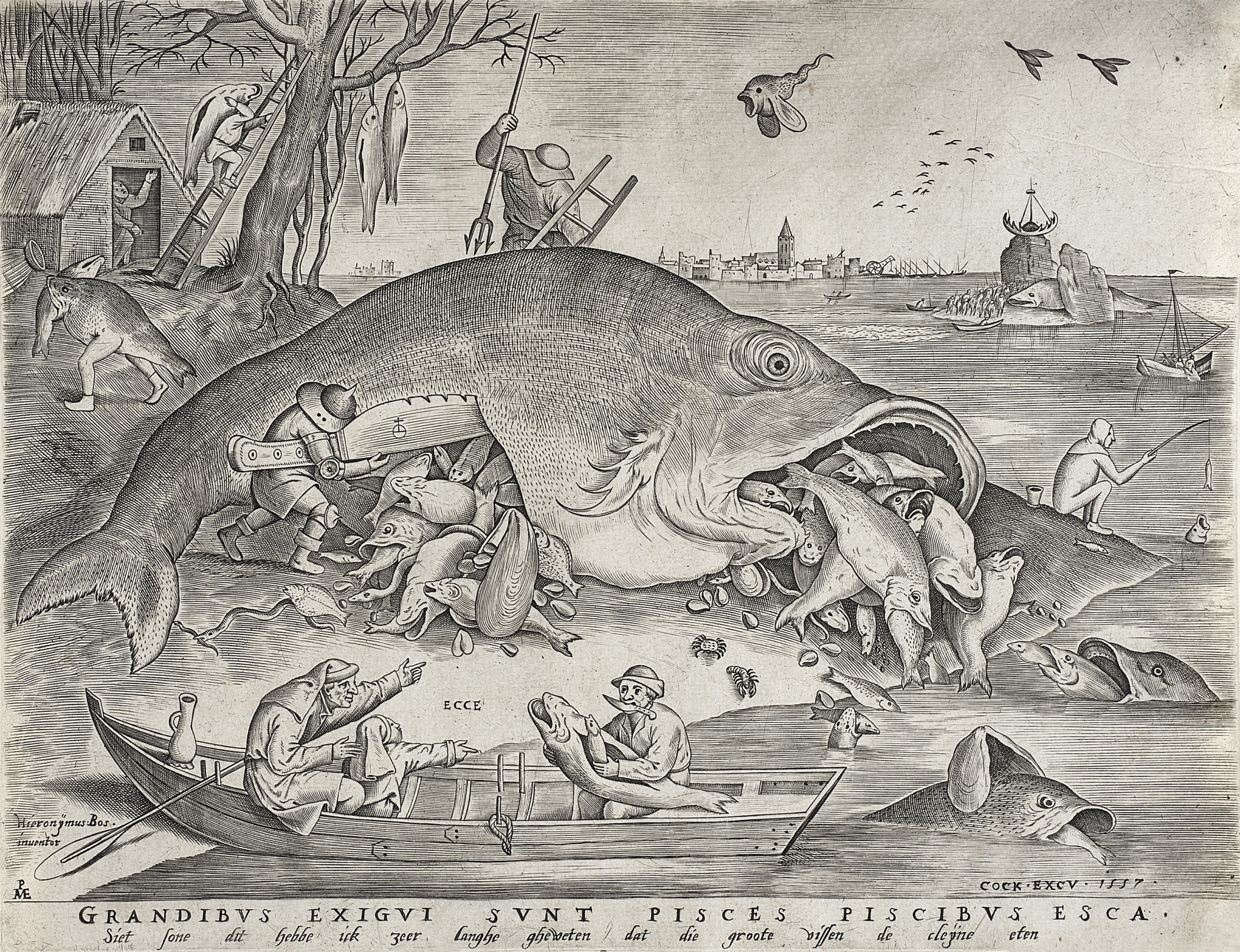
Pesce grande mangia pesce piccolo, 1557, Los Angeles County Museum of Art